# Ritchie Blackmore’s Rainbow
Ritchie Blackmore’s Rainbow – pierwsza płyta grupy Rainbow wydana w sierpniu 1975 roku przez Oyster Records. Większość kompozycji na tym albumie należy do lidera grupy Ritchiego Blackmore’a i wokalisty Ronniego Jamesa Dio, ale znajdują się na niej również nowe opracowania utworów innych artystów, takie jak: "Black Sheep Of The Family" skomponowane przez Steve’a Hammonda, a wykonywane przez grupę Quatermass, oraz "Still I’m Sad" autorstwa Paula Samwell-Smitha i Jima McCarty’ego – członków grupy The Yardbirds.
W 1975 roku album ukazał się w postaci płyty gramofonowej i kasety magnetofonowej. W 1990 roku ukazał się na płycie kompaktowej, a w 2014 roku także na płycie SACD.

## Lista utworów
| Wydanie LP – Strona A | Wydanie LP – Strona A        | Wydanie LP – Strona A |
| Nr                    | Tytuł utworu                 | Długość               |
| --------------------- | ---------------------------- | --------------------- |
| 1.                    | „Man on the Silver Mountain” | 4:37                  |
| 2.                    | „Self Portrait”              | 3:12                  |
| 3.                    | „Black Sheep of the Family”  | 3:19                  |
| 4.                    | „Catch the Rainbow”          | 6:36                  |
|                       |                              | 17:44                 |

| Wydanie LP – Strona B | Wydanie LP – Strona B            | Wydanie LP – Strona B |
| Nr                    | Tytuł utworu                     | Długość               |
| --------------------- | -------------------------------- | --------------------- |
| 1.                    | „Snake Charmer”                  | 4:30                  |
| 2.                    | „The Temple of the King”         | 4:42                  |
| 3.                    | „If You Don’t Like Rock’n’Roll”  | 2:36                  |
| 4.                    | „Sixteenth Century Greensleeves” | 3:29                  |
| 5.                    | „Still I’m Sad”                  | 3:53                  |
|                       |                                  | 19:10                 |

| Wydanie CD | Wydanie CD                       | Wydanie CD |
| Nr         | Tytuł utworu                     | Długość    |
| ---------- | -------------------------------- | ---------- |
| 1.         | „Man on the Silver Mountain”     | 4:37       |
| 2.         | „Self Portrait”                  | 3:12       |
| 3.         | „Black Sheep of the Family”      | 3:19       |
| 4.         | „Catch the Rainbow”              | 6:36       |
| 5.         | „Snake Charmer”                  | 4:30       |
| 6.         | „The Temple of the King”         | 4:42       |
| 7.         | „If You Don’t Like Rock’n’Roll”  | 2:36       |
| 8.         | „Sixteenth Century Greensleeves” | 3:29       |
| 9.         | „Still I’m Sad”                  | 3:53       |
|            |                                  | 36:54      |

## Skład zespołu
- Ritchie Blackmore – gitara
- Ronnie James Dio – śpiew
- Mickey Lee Soule – instrumenty klawiszowe
- Craig Gruber – gitara basowa
- Gary Driscoll – perkusja